# Melicoccus jimenezii
Melicoccus jimenezii là một loài thực vật có hoa trong họ Bồ hòn. Loài này được (Alain) Acev.-Rodr. mô tả khoa học đầu tiên năm 1997.